# EMD SD24
La EMD SD24 fue una locomotora diésel-eléctrica de 2.400 hp (1.800 kW) con ejes en disposición Co'Co', construida por la Electro-Motive Division de General Motors de La Grange, Illinois, entre julio de 1958 y marzo de 1963. En total se construyeron 224 unidades para clientes en Estados Unidos, divididas entre 179 máquinas regulares equipadas con cabina y 45 unidades B sin cabina. Estas últimas fueron construidas sólo para el Union Pacific Railroad.
La SD24 fue la primera locomotora EMD construida con un motor EMD diésel turbocargado, dieciséis meses antes que el modelo GP20 Bo'Bo'. La potencia de salida era substancialmente mayor que los 1.800 hp (1.350 kW) de la SD18 equipada con compresor Roots, con la misma cilindrada. 
En términos de venta, la SD24 tuvo sólo un éxito moderado, y pocas tuvieron larga vida de servicio en su forma original (aunque varias unidades reconstruidas se mantienen en servicio). A pesar de todo, la SD24 fue un hito en el desarrollo de locomotoras de EMD y el antepasado de las actuales locomotoras de seis ejes de alta potencia.

## Opciones
Entre el equipamiento opcional que los ferrocarriles podían pedir, se encontraba el control de unidades múltiples, un generador de vapor, freno dinámico, equipo de invierno y una línea de señal de aire, pero en realidad todas las SD24 entregadas tenían configuraciones muy parecidas.
El tanque de combustible estándar era de 4.530 l, mientras que los tanques de 9.070 l y de 11.340 l eran opcionales. En la práctica, todas las SD24 pedidas tenían el tanque de 11.340 l, excepto la última construida, la locomotora simple de Kennecott Copper. Para dar lugar al tanque de combustible de mayor tamaño, los tanques de aire fueron ubicados en el techo, justo detrás de la cabina. Estos tanques son conocidos ahora como "tubos de torpedo" debido diseño delgado y largo.
El equipo de invierno incluía una escotilla sobre uno de los ventiladores.
Podía solocitarse un capó corto alto o bajo; en todo caso, el capó corto estaba en el frente por defecto. Las Burlington, Southern y la primera EMD para demostración tenían el capó corto alto; todas las demás los tenían bajo. Los capó bajos de fábrica tenían una pronunciada caída hacia la nariz, al igual que las GP20 contemporáneas. Muchas de las unidades con capó alto tenían, posteriormente, la nariz recortada, a menudo como consecuencia de la reconstrucción de la locomotora; éstas por lo general eran con su parte superior plana.

## Compradores originales
| Ferrocarril                        | Cant. | Números                                          | Notas |
| ---------------------------------- | ----- | ------------------------------------------------ | --- |
| Santa Fe                           | 80    | 900–979                                          | Pan Am Railways compró 35 en 1986, 2 permanecen en servicio (621, 643). El resto fue desguazado, excepto por la 631 que resultó destruida en ruta.                                                                              |
| Burlington Route                   | 16    | 500–515                                          | Capó alto corto, al Burlington Northern 6240–6255. |
| General Motors-EMD (demostradores) | 4     | 5579 y 7200–7202                                 | 5579 primera SD24 construida, capó alto; 7200–7202 y siguientes, capó bajo. Todas vendidas al UP como números 448 (EMD 5579) y 445 – 447 (EMD 7200 – 7202).                                                                     |
| Kennecott Copper                   | 1     | 904                                              | Última SD24 pedida, requería turbocompresor debido a que operaba a gran altura. Poseía tanque de combustible pequeño, siendo la única SD24 en no poseer los "tubos de torpedo" para reserva de aire. No poseían mando múltiple. |
| Southern                           | 48    | SOU 2502–2524, CNTP 6305 – 6325, NO&NE 6950–6953 | Capó alto |
| Union Pacific                      | 75    | Unidad A: 400–429, Unidad B: 400B–444B           | |

## Reconstruidas
Cuando las SD24 envejecían, comenzaban a tener problemas de confiabilidad, especialmente eléctricos. Adicionalmente, los requerimientos extras de mantenimiento del motor turbocargado eran aceptables por ser una de las locomotoras más potentes disponibles; pero en servicio secundario, se volvía muy caro para los 2.400 hp que entregaban. Por esta razón, un gran número de SD24 fueron reconstruidas por sus dueños para extender la vida útil.

### Santa Fe SD26
Entre enero de 1973 y enero de 1978 el Atchison, Topeka and Santa Fe Railway reconstruyó su flota de ochenta locomotoras SD24, renombrando el tipo resultante como SD26. La reconstrucción aumentó la potencia reemplazando el motor 16-567D3 con el modelo 16-645E3. Otros trabajos mejoraron la confiabilidad reemplazando el sistema eléctrico entero, y cambiando loz múltiples ventiladores laterales por un sistema de central de aire filtrado. La gran caja ubicada sobre el cuerpo detrás de la cabina, obligó a reubicar los "tubos de torpedo" más atrás, dando a la SD26 su característica apariencia "jorobada" en la parte trasera.

### Union Pacific SD24m
El Union Pacific Railroad modificó tres locomotoras SD24 en forma experimental para ver si valdría la pena actualizar su flota de 30 locomotoras de este tipo.
La unidad 410 recibió la menor modificación: se le actualizaron los filtros de aire.
La UP 423, sin embargo, fue sustancialmente reconstruida como UP 3100 en agosto de 1968 con un motor principal de velocidad constante 16-645 de 3.000 hp (2.240 kW), un nuevo alternador y nuevos motores de tracción. Con el motor de velocidad constante, la velocidad se controlaba variando el nivel de excitación del alternador; los motores de tracción están permanentementes cableados en paralelo. También se colocó un nuevo freno dinámico variable, con la característica de auto carga, lo que permitía probarlo bajo carga sin un aparato externo de carga eléctgrica. Esta característica luego se volvería estándar en los modelos posteriores. El motor principal de velocidad constante, por otro lado, no fue lo suficientemente exitoso para duplicarlo. La locomotora fue usada a partir de 1975 como una locomotora de maniobras pesada en las playas de maniobra de joroba del UP en North Platte, Nebraska, un destino común a otras SD24 sobrevivientes del UP.
La UP 414 no recibió mayores modificaciones que la #423, pero se le colocó un motor 16-645, alternador AR10 y cabina Dash-2 en mayo de 1974, convirtiéndola de hecho en una EMD SD40-2. Fue un banco de pruebas para una actualización propuesta para todas las SD24 del UP, pero el ferrocarril decidió no seguir adelante que el trabajo. Ambas, la UP 3100 y la UP 414, fueron clasificadas como "SD24m" por el UP, pero algunos documentos internos clasificaban a la UP 414 como una "SD24-4".